# 境王子
境王子（さかいおうじ）は、熊野街道沿いに設けられた九十九王子の一つ。窪津王子から数えて7番目にあたる。

## 位置
境王子は現在の大阪府堺市堺区北田出井町付近にあったと推定されている。この地域は、摂津国、河内国、和泉国の境があった場所で、境王子の名はこれに由来する。また、「堺」（「境」の別表記）という地名も境王子が置かれた平安時代後期から歴史文献に登場するようになり（1081年（永保元年）の『藤原為房卿記』には境王子が「和泉堺之小堂」という名称で登場し、これが「堺」という地名の初出である）、境王子がその由来となったと考えられている。
王子社は、後世に堺湯屋町の熊野神社（現在の堺区熊野町東1丁の大道筋沿い）に移り（時期不詳）、その熊野神社も1908年（明治41年）6月に菅原神社（堺区戎之町東2丁1-38）に合祀されたため、正確な位置は不明である。
しかし、文献などから、大坂から南下してきた熊野街道は堺の町の東側を通り、方違神社（堺区北三国ヶ丘町2丁2-1）付近で長尾街道（大津道）と交差し、反正天皇陵の西側を通っていたことはわかっており、境王子は方違神社の北方付近にあったと考えられている。実際、『文久三年改正堺大絵図』には「小栗道」「王子ヶ飢」の記載があり、境王子がかつてあったことがうかがえる。
これらのことから、現在は王子ヶ飢公園（堺区北田出井町3丁4-6）に「境王子跡」の石碑が建っている。これは熊野本宮大社の鎮座する和歌山県本宮町（現田辺市）から贈られたものである。
- 境王子跡

## 交通
- 王子ヶ飢公園 - 南海電鉄高野線堺東駅から北東へ約850m。
  - 堺東駅より難波方面へ向かって線路沿いに北上し3つ目の踏切を東入りすぐ。
- 菅原神社 - 阪堺電軌阪堺線花田口停留場駅から東南へ約300m。